# Didymoglossum pusillum
Didymoglossum pusillum är en hinnbräkenväxtart som först beskrevs av Olof Peter Swartz, och fick sitt nu gällande namn av Nicaise Augustin Desvaux. Didymoglossum pusillum ingår i släktet Didymoglossum och familjen Hymenophyllaceae. Inga underarter finns listade.